# Land of the Free II
Land of the Free II è il nono album in studio della band di power metal Gamma Ray ed è il sequel del suo storico predecessore Land of the Free del '95.

## Tracce
1. Into The Storm – 3:47 (Kai Hansen)
2. From The Ashes – 5:26 (Kai Hansen)
3. Rising Again – 0:27 (Kai Hansen)
4. To Mother Earth – 5:11 (Kai Hansen)
5. Rain – 5:16 (Dirk Richter)
6. Leaving Hell – 4:20 (Kai Hansen)
7. Empress – 6:22 (Daniel Zimmermann)
8. When The World – 5:44 (Kai Hansen)
9. Opportunity – 7:14 (Dirk Schlächter)
10. Real World – 5:42 (Kai Hansen)
11. Hear Me Calling – 4:14 (Kai Hansen)
12. Insurrection – 11:33 (Kai Hansen)

### Bonus edizione giapponese
1. Blood Religion (dal vivo a Montréal) – 8:11

## Formazione

### Gruppo
- Kai Hansen - voce, chitarra
- Henjo Richter - chitarra, tastiere
- Dirk Schlächter - basso
- Dan Zimmermann - batteria

### Produzione
- Tommy Newton - missaggio, mastering
- Hervé Monjeaud - copertina
- Dirk Illing - design
- Axel Jusseit - foto